# Achille e la tartaruga
Achille e la tartaruga (アキレスと亀?, Akiresu to kame) è un film del 2008 diretto da Takeshi Kitano.
È stato presentato in concorso alla 65ª Mostra del cinema di Venezia.

## Trama
Machisu è nato da una famiglia benestante ma rimane presto orfano di entrambi i genitori. Quando il padre si suicida dopo il fallimento della propria azienda, la matrigna lo manda a vivere con una coppia di zii che lo maltrattano, sino a quando lo mettono in un orfanotrofio. Da adolescente Machisu studia presso una scuola d'arte e trova il proprio stile di pittura sfidato dai lavori più sperimentali e concettuali dei compagni di studio. Tuttavia, Machisu riesce a stringere amicizia con un'altra studentessa, Sachiko, che è un "partner che capisce". I due si sposano e nasce loro una figlia. Con il tempo, l'ossessione di Machisu di raggiungere gli standard dell'arte contemporanea aumenta sempre di più sino a sopraffarlo e annullare la sua esistenza, lasciandolo insensibile a tutto quanto avviene attorno, inclusa la morte della figlia e l'essere lasciato dalla moglie. Mentre le persone che lo circondano muoiono e se ne vanno, Machisu prova come meglio può a tenere il passo con le attese degli esperti d'arte, rimanendo senza un soldo e divenendo sempre più patetico. Raggiunge il fondo quando rimane coinvolto in un incendio divampato mentre era intento a dipingere, e ne rimane quasi ucciso. Di tutte le sue opere rimane solamente una lattina mezza bruciata, che valuta 200 000 yen e prova a vendere, ma che finisce per essere presa a calci quando la moglie lo recupera dalla strada. Machisu va via insieme a lei, forse sbarazzatosi dell'infinita caccia al capolavoro.

## Riconoscimenti
- Sofia International Film Festival 2009: premio del pubblico